# 웰컴 투 사라예보
《웰컴 투 사라예보》(영어: Welcome To Sarajevo)은 1997년에 개봉한 영국의 영화이다.

## 줄거리
1992년, ITN 기자 마이클 헨더슨은 보스니아 헤르체고비나의 보스니아 전쟁 중 포위된 수도 사라예보로 떠난다. 그곳에서 그는 가장 흥미로운 이야기와 사진을 찾아다니는 미국인 스타 기자 지미 플린을 만난다.
헨더슨과 플린은 보도 사이에 우호적인 토론과 이견을 나눈다. 그들은 포위 기간 동안 사라예보에서 언론의 주요 호텔이었던 홀리데이 인에 머무른다. 이전 통역사가 부패하고 무능함이 드러나자 ITN은 리스토 바비치를 헨더슨의 통역사로 고용한다.
그들의 작업은 사라예보 사람들의 고통을 끔찍하고 거침없이 보여준다. 헨더슨이 최전선에 위치한 류비차 이베지치 고아원에서 보고서를 작성하면서 상황이 변한다. 그곳에서는 200명의 아이들이 절박한 환경에서 살고 있었다. 점점 더 무차별적인 공격이 영국에서 주요 기사가 되지 못하자, 헨더슨은 전쟁에 대한 완전한 관심을 불러일으키고 아이들을 안전한 곳으로 대피시키기 위해 고아원을 주요 기사로 만든다.
미국인 구호 활동가 니나가 사라예보 아이들을 이탈리아로 이송하는 유엔 승인 버스 대피를 조직하자, 헨더슨은 그녀에게 헨더슨이 대피시키겠다고 약속했던 고아원의 보슈냐크인 소녀 에미라를 포함시키라고 설득한다. 니나는 이것이 불법적인 행위임을 알고 있다. 해외 친척에게만 이송이 승인되었지만, 고아원 원장은 절박한 상황 때문에 이를 허락한다. 헨더슨과 그의 카메라맨은 뉴스 기사로 보도하는 척하며 대피를 동행한다. 그러나 보스니아 세르비아인들은 여러 지점에서 대피를 방해한다. 마지막 괴롭힘에서 무장한 체트니크들은 버스를 멈춰 세우고, 보스니아 세르비아 고아들을 선별하여 강제로 내리게 한다. 그들은 이름을 통해 아이들을 식별하고, 서방으로 가는 것을 거부하며 자신들의 트럭에 태워 데려간다.
헨더슨은 에미라와 함께 런던으로 돌아와 그녀를 가족으로 입양한다. 몇 달 후, 헨더슨은 사라예보의 전 프로듀서로부터 에미라의 소원해진 어머니가 그녀를 다시 데려가고 싶어 한다는 소식을 듣는다. 어머니가 살아있다는 것을 몰랐던 헨더슨은 포위뿐만 아니라 조직 범죄에 의해 움직이는 사라예보로 돌아와 보스니아 군인이 된 리스토를 찾아간다.
헨더슨은 그에게 에미라의 어머니를 찾는 것을 도와달라고 요청한다. 그들은 친척으로부터 에미라가 어렸을 때 가족의 압력으로 어머니에 의해 고아원에 맡겨졌다는 것을 알게 된다. 리스토가 저격수에 의해 집에서 살해되자, 헨더슨은 과거에 그가 도왔던 홀리데이 인의 컨시어지 젤코에게 도움을 요청한다. 젤코는 에미라의 어머니에게 이르는 거리와 바리케이드를 협상하며, 그녀는 딸이 자신과 함께 살기를 간절히 바란다. 그러나 그녀는 에미라가 영국에서 행복하다는 설득에 동의하고 입양 서류에 서명한다.
영화에서 계속되는 농담은 유엔 관계자가 사라예보를 세계에서 14번째로 심각한 위기 지역으로 지정했다는 것이다. 영화 중간에 리스토의 첼리스트 친구 하룬은 사라예보가 지구상에서 최악의 장소로 지정되면 사라예보 거리에서 콘서트를 열겠다고 말한다. 그는 위험을 인정하면서도 "사람들은 내 음악을 들으며 행복하게 죽을 것이다"라고 주장한다. 영화는 사라예보를 내려다보는 언덕에서 하룬이 수백 명의 사라예보 주민들에게 첼로를 연주하며 "평화 콘서트"를 여는 것으로 끝난다. 참석자 중에는 헨더슨, 플린, 그리고 고아원의 여러 아이들이 있다. 헨더슨은 하룬에게 슬픈 미소를 짓는다. 콘서트는 아름답지만, 그것은 사라예보가 정말로 지구상에서 최악의 장소가 되었다는 것을 의미하기도 한다.
엔딩 크레딧에는 에미라가 여전히 영국에 살고 있다고 나온다.

## 한국판 성우진(KBS)
- 구자형 - 핸더슨(스티븐 딜런)
- 이정구 - 플린(우디 해럴슨)
- 이재용 - 그렉(제임스 네스비트)
- 김민석 - 첼리스트(이고르 잠바조프)
- 차명화 - 제인(케리 폭스)
- 오길경 - 애니(에밀리 로이드)
- 오수경 - 사빅(골다나 가드직)
- 김지혜 - 헬렌(줄리엣 오브리)
- 김태웅 - UN 책임자(케리 셰일)
- 서지연 - 니나(마리사 토메이)
- 사성웅 - 리스토(고란 비스닉)
- 유동균 - 젤코(드라젠 시박)